# 三乙基膦
三乙基膦是一种有机磷化合物，化学式为P(CH2CH3)3，可简写为Et3P。它是无色液体，有着烷基膦的特征难闻气味。它可以作为配体和过渡金属形成配合物。
它可由二乙基锌（或三乙基铝）和三氯化磷反应，或磷化钠和碘乙烷反应制得。